# 24 Ore di Le Mans 2009

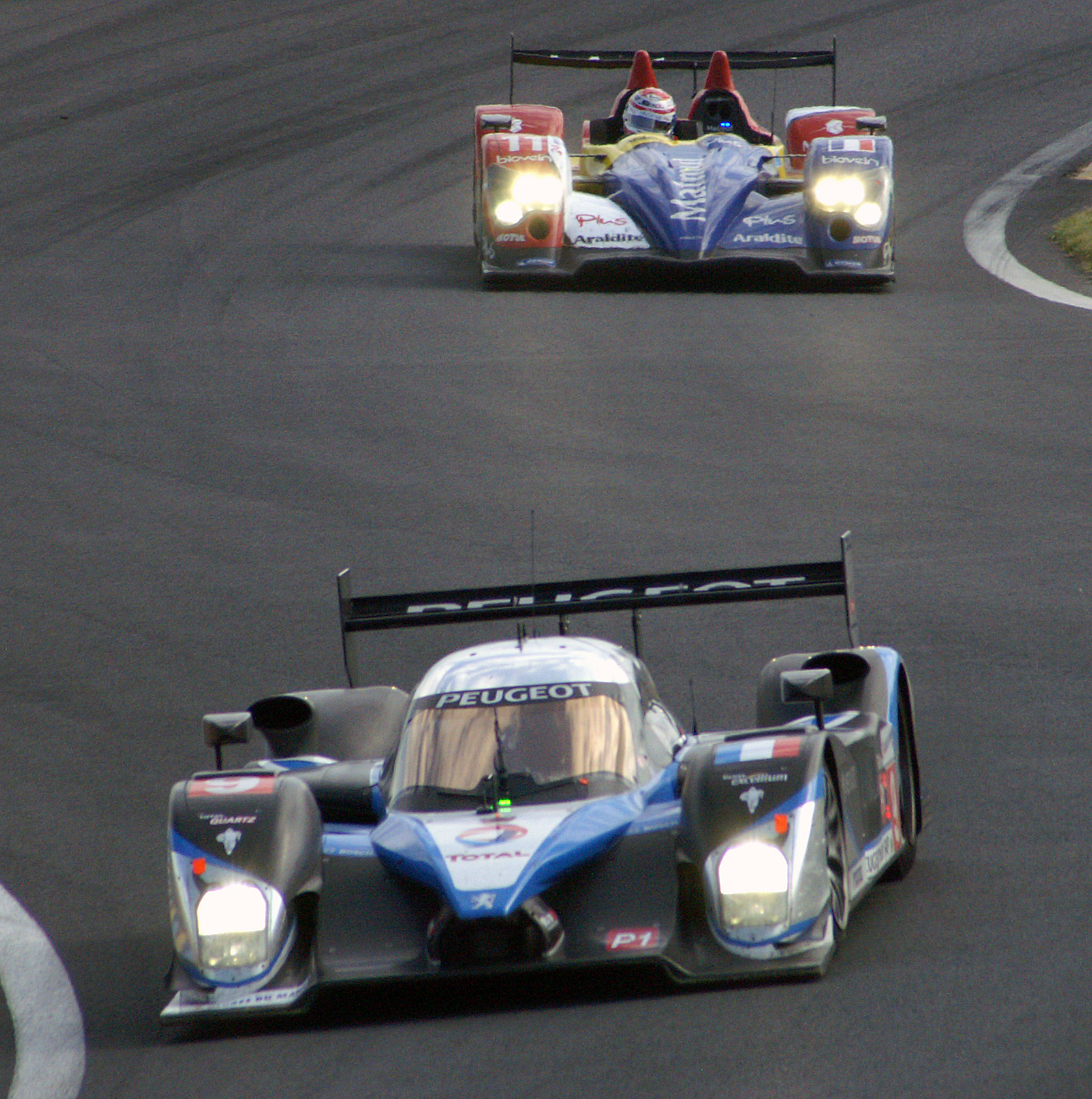
La Peugeot 908 #9 vincitrice della corsa, seguita dalla Oreca 01 giunta in 5ª posizione

La 24 Ore di Le Mans 2009 è stata la 77ª maratona automobilistica svoltasi sul Circuit de la Sarthe di Le Mans, in Francia, il 13 e il 14 giugno 2009. Hanno gareggiato assieme 4 classi di automobili da competizione, ognuna delle quali ha avuto il suo vincitore. Le vetture più veloci, appartenenti alle classi LM-P1 e LM-P2, erano Sport Prototipi di categoria Le Mans Prototype appositamente progettati e costruiti per le gare, mentre le più lente classi GT1 e GT2 comprendevano vetture derivate da automobili GT stradali.

## Contesto
L'edizione del 2009 vede la partecipazione in veste ufficiale nella classe LMP1 di 3 grandi case automobilistiche: Audi e Peugeot, già presenti nelle edizioni precedenti e la novità dell'Aston Martin, che schiera 3 prototipi Lola-Aston Martin B09/60 realizzati dalla Lola e rivisti nella veste aerodinamica dall'Aston Martin, sono spinti dal motore V12 a benzina, derivato dall'unità motrice della DBR9 di classe GT1.

La Peugeot schiera tre 908 ufficiali riviste nella veste aerodinamica sviluppata appositamente per la conformazione del Circuit de la Sarthe, inoltre per contrastare più efficacemente le squadre Audi e Aston Martin, affida anche una 908 semi-ufficiale alla Pescarolo Sport. L'Audi corre con 3 esemplari della nuova R15 TDI con la squadra ufficiale e concede 2 R10 TDI al team privato Kolles.

### Reclamo Peugeot
Dopo le verifiche tecniche che si tengono per consuetudine al martedì, la Peugeot presenta un reclamo all'ACO, nel quale avanza dubbi di conformità dei prototipi Audi al regolamento tecnico 2009. Secondo la casa automobilistica francese, due particolari sull'avantreno delle R15, ovvero il flap posto sopra lo spoiler anteriore e due appendici aerodinamiche poste sopra di esso all'interno del passaruota, sono da ritenersi irregolari, in quanto elementi che svolgono una funzione di deportanza aerodinamica, in altre parole il muso delle R15 incorpora una sorta di alettone anteriore a 3 profili, soluzione però non consentita dalla normativa tecnica, che vieta profili alari sull'avantreno. Il reclamo viene respinto dal collegio dei commissari sportivi, che considera regolari tali soluzioni, le Audi possono quindi disputare regolarmente le prove e la gara. Peugeot fa allora appello direttamente al tribunale della FIA, che però si esprimerà sulla controversia solo a gara conclusa. La gara viene poi vinta dalle Peugeot e pochi giorni dopo di comune accordo con l'ACO, il ricorso alla FIA viene ritirato, successivamente l'ACO chiederà all'Audi di apportare delle modifiche all'avantreno delle R15 per la stagione sportiva 2010.

## Qualifiche
Nelle qualificazioni Stéphane Sarrazin alla guida di una 908 fa segnare il miglior tempo, seguito da un'Audi R15 e dalle altre 3 Peugeot 908; nel warm-up le 908 segnano i tempi più veloci.

## Tempi di qualifica

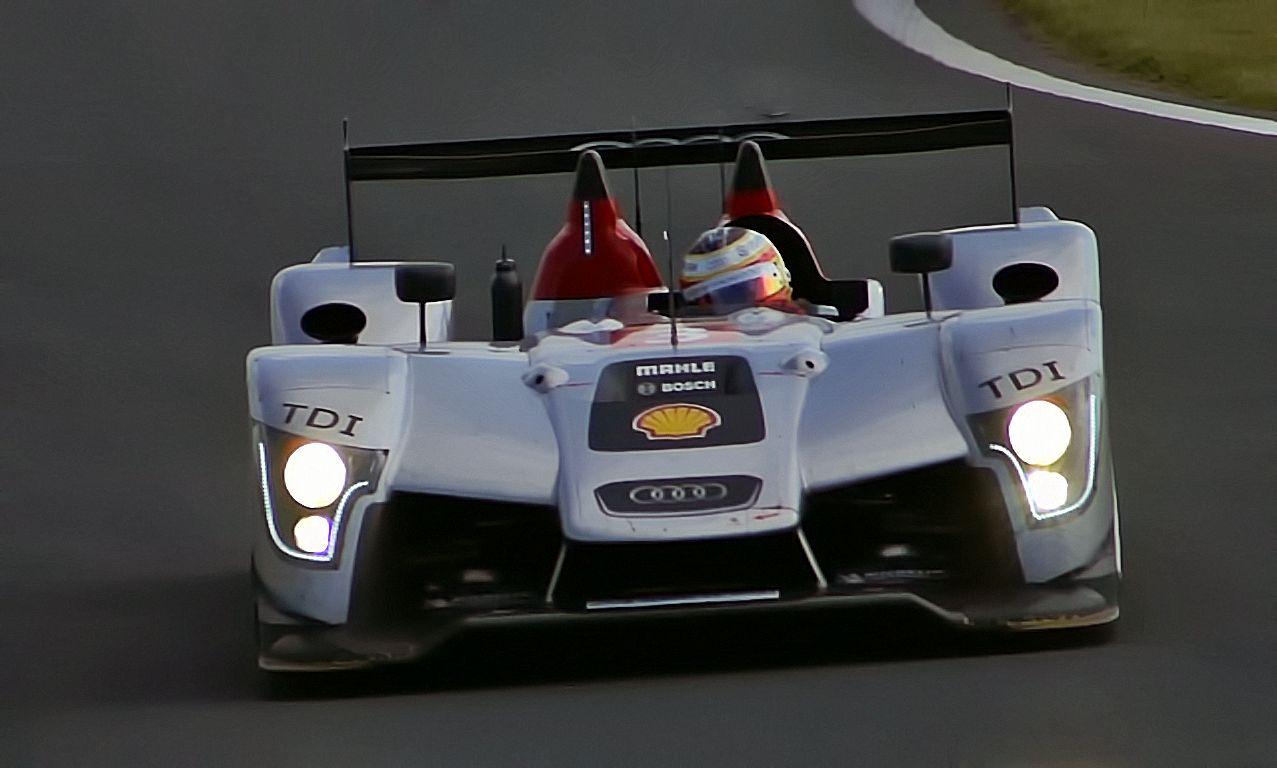
L'Audi R15 TDI #3 giunta 17ª assoluta in gara

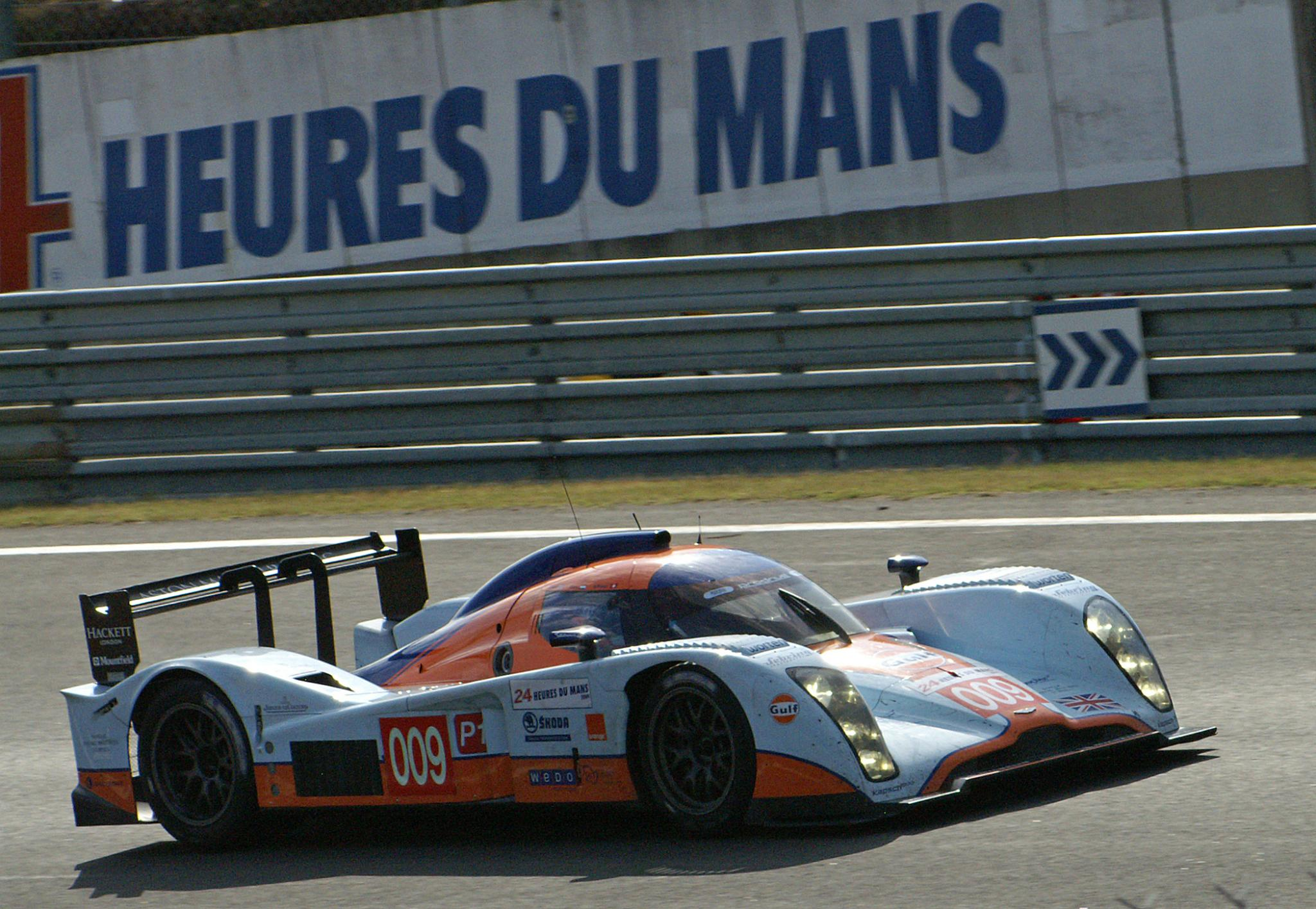
La Lola-Aston Martin B09/60 #007 giunta 4ª assoluta in gara

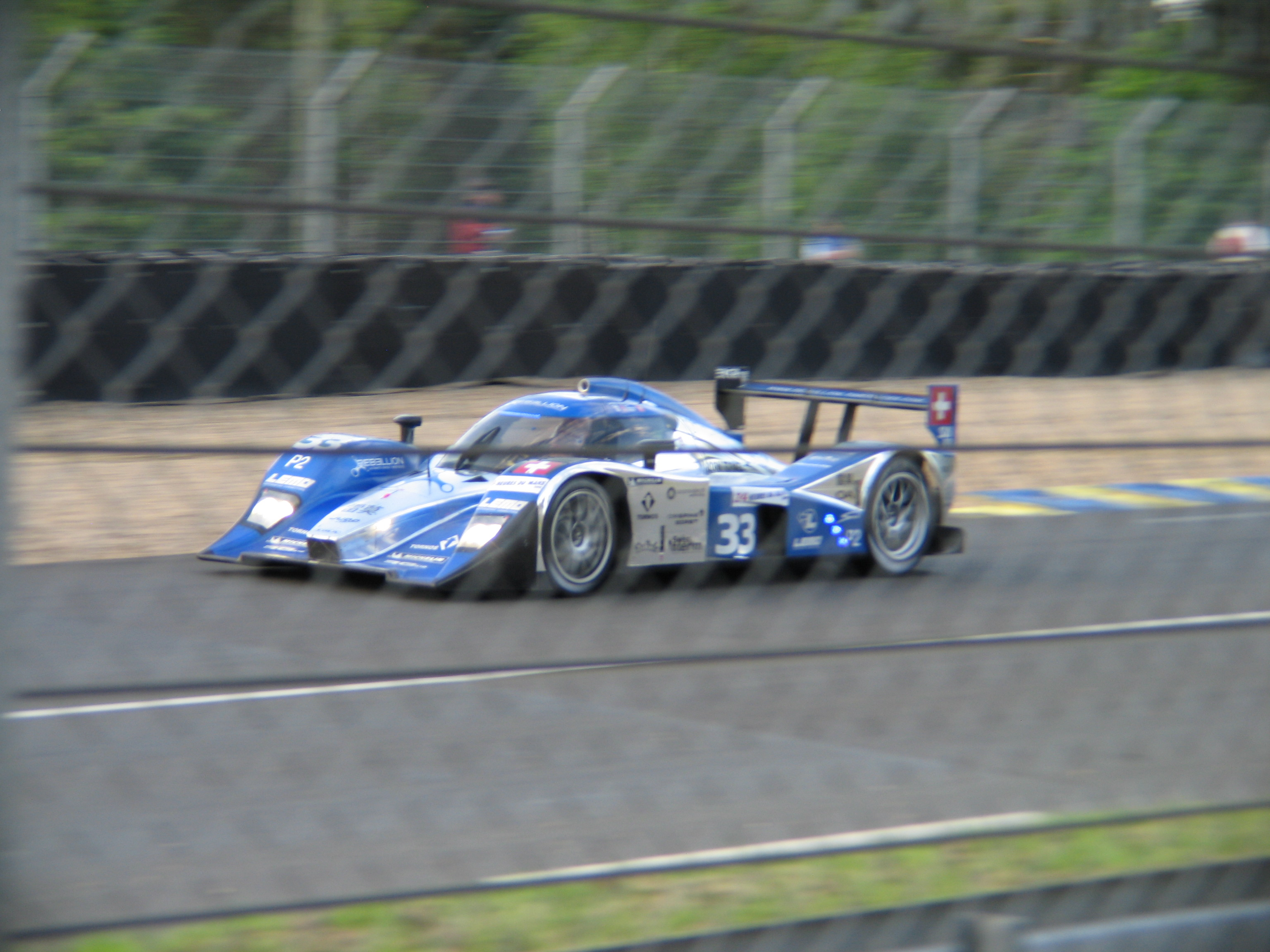
La Lola B08/80 #33 in gara giunta 2ª in classe P2

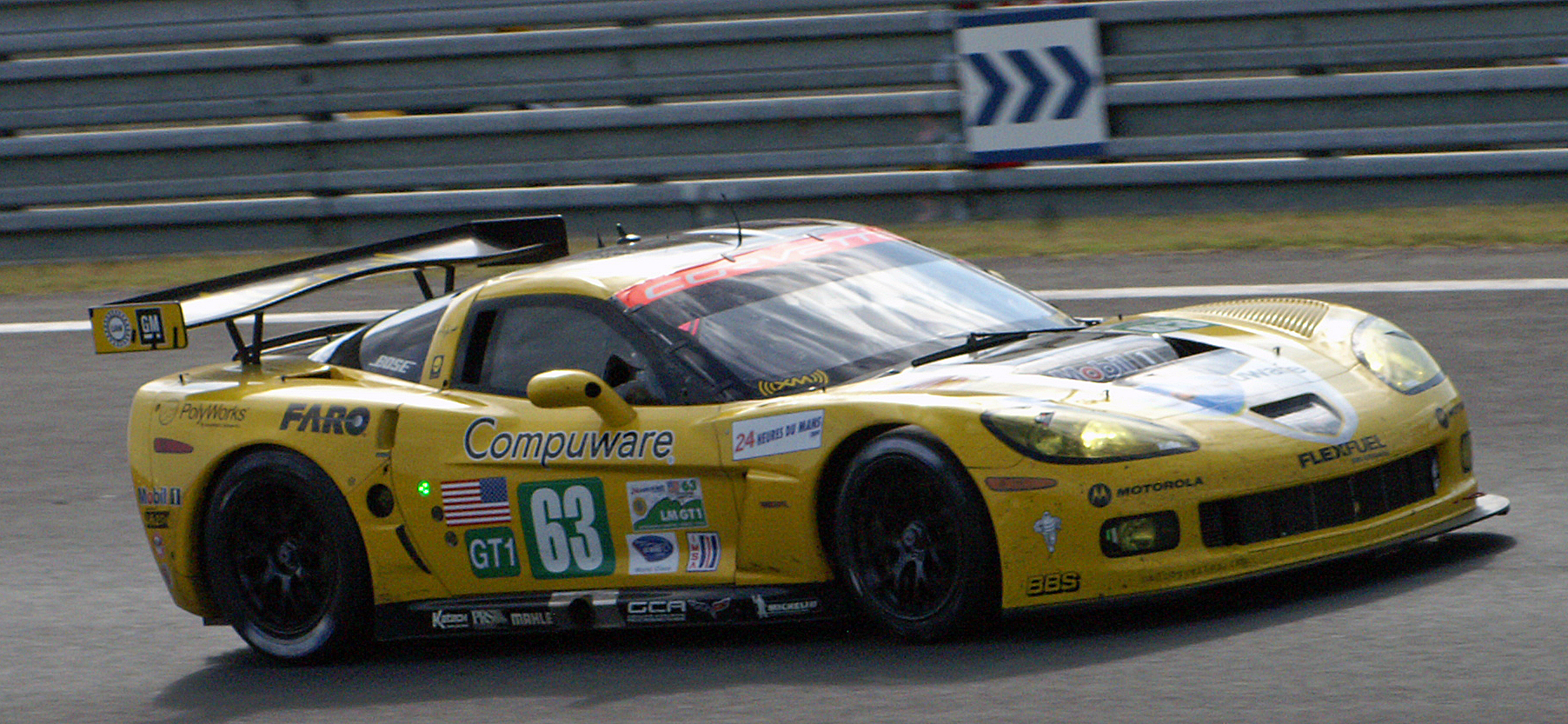
La Chevrolet Corvette C6.R #63 prima al traguardo in classe GT1

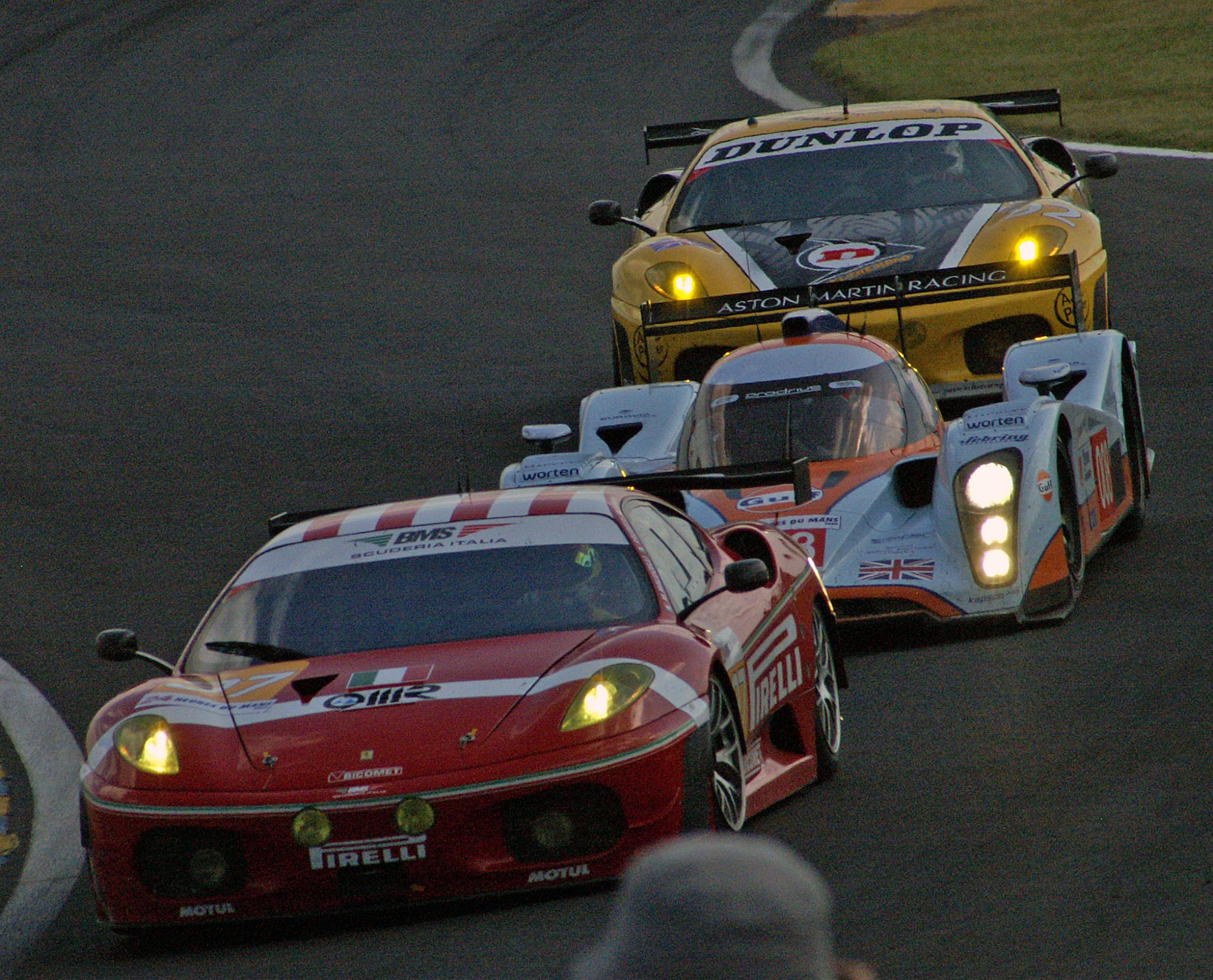
La Ferrari F430 GTC #97 in gara giunta 2ª in classe GT2

Nell'edizione 2009 della 24 Ore di Le Mans, contrariamente agli anni precedenti, vi era una sola sessione di prove di qualificazione.
- Il leader di ogni classe è scritto in grassetto e ombreggiato di giallo.

| Posizione | n°  | Squadra                    | Classe | Tempi    |
| --------- | --- | -------------------------- | ------ | -------- |
| 1         | 8   | Team Peugeot Total         | LMP1   | 3:22.888 |
| 2         | 1   | Audi Sport Team Joest      | LMP1   | 3:23.650 |
| 3         | 7   | Team Peugeot Total         | LMP1   | 3:24.860 |
| 4         | 17  | Pescarolo Sport            | LMP1   | 3:25.062 |
| 5         | 9   | Peugeot Sport Total        | LMP1   | 3:25.252 |
| 6         | 2   | Audi Sport North America   | LMP1   | 3:25.780 |
| 7         | 3   | Audi Sport Team Joest      | LMP1   | 3:27.106 |
| 8         | 007 | AMR Eastern Europe         | LMP1   | 3:27.180 |
| 9         | 008 | Aston Martin Racing        | LMP1   | 3:27.704 |
| 10        | 13  | Speedy Racing Sebah        | LMP1   | 3:28.134 |
| 11        | 23  | Strakka Racing             | LMP1   | 3:29.798 |
| 12        | 16  | Pescarolo Sport            | LMP1   | 3:30.466 |
| 13        | 15  | Kolles                     | LMP1   | 3:31.192 |
| 14        | 14  | Kolles                     | LMP1   | 3:31.548 |
| 15        | 10  | Team Oreca Matmut AIM      | LMP1   | 3:33.514 |
| 16        | 11  | Team Oreca Matmut AIM      | LMP1   | 3:33.860 |
| 17        | 009 | Aston Martin Racing        | LMP1   | 3:33.968 |
| 18        | 6   | Team LNT                   | LMP1   | 3:35.804 |
| 19        | 4   | Creation Autosportif       | LMP1   | 3:35.960 |
| 20        | 31  | Team Essex                 | LMP2   | 3:37.720 |
| 21        | 5   | Navi Team Goh              | LMP2   | 3:37.802 |
| 22        | 12  | Signature Plus             | LMP1   | 3:39.326 |
| 23        | 33  | Speedy Racing Sebah        | LMP2   | 3:41.724 |
| 24        | 25  | Ray Mallock Ltd.           | LMP2   | 3:41.952 |
| 25        | 40  | Quifel ASM Team            | LMP2   | 3:42.012 |
| 26        | 30  | Racing Box                 | LMP2   | 3:42.848 |
| 27        | 41  | G.A.C. Racing Team         | LMP2   | 3:44.830 |
| 28        | 35  | OAK Racing                 | LMP2   | 3:45.032 |
| 29        | 32  | Team Barazi Epsilon        | LMP2   | 3:52.956 |
| 30        | 39  | Kruse-Schiller Motorsport  | LMP2   | 3:53.072 |
| 31        | 63  | Corvette Racing            | LMGT1  | 3:54.230 |
| 32        | 64  | Corvette Racing            | LMGT1  | 3:54.702 |
| 33        | 26  | Bruichladdich Bruneau Team | LMP2   | 3:55.320 |
| 34        | 66  | Jetalliance Racing Gmbh    | LMGT1  | 3:56.126 |
| 35        | 72  | Luc Alphand Aventures      | LMGT1  | 3:57.170 |
| 36        | 24  | OAK Racing                 | LMP2   | 3:57.524 |
| 37        | 73  | Luc Alphand Aventures      | LMGT1  | 3:58.564 |
| 38        | 80  | Flying Lizard Motorsport   | LMGT2  | 4:03.202 |
| 39        | 77  | Felbermayr Proton          | LMGT2  | 4:03.232 |
| 40        | 82  | Risi Competizione          | LMGT2  | 4:04.056 |
| 41        | 99  | JMB Racing                 | LMGT2  | 4:04.084 |
| 42        | 97  | BMS Scuderia Italia        | LMGT2  | 4:04.222 |
| 43        | 76  | Imsa Performance Matmut    | LMGT2  | 4:04.648 |
| 44        | 78  | AF Corse                   | LMGT2  | 4:04.938 |
| 45        | 92  | JMW Motorsport             | LMGT2  | 4:05.168 |
| 46        | 87  | Drayson Racing             | LMGT2  | 4:06.482 |
| 47        | 89  | Hankook-Farnbacher         | LMGT2  | 4:06.612 |
| 48        | 85  | Snoras Spyker Squadron     | LMGT2  | 4:08.348 |
| 49        | 84  | Team Modena                | LMGT2  | 4:08.508 |
| 50        | 83  | Risi Competizione          | LMGT2  | 4:08.758 |
| 51        | 70  | Imsa Performance Matmut    | LMGT2  | 4:10.014 |
| 52        | 75  | Endurance Asia Team        | LMGT2  | 4:10.456 |
| 53        | 96  | Virgo Motorsport           | LMGT2  | 4:10.664 |
| 54        | 81  | Team Advanced Engineering  | LMGT2  | 4:13.920 |
| 55        | 68  | JLOC Isao Noritake         | LMGT1  | 4:21.812 |

## Gara
Sin dall'inizio la gara è molto combattuta, non priva di errori e problemi tecnici, viene condotta dalle Peugeot a ritmi molto sostenuti, costantemente più veloci delle Audi R15, al traguardo la 908 di Marc Gené, David Brabham e Alexander Wurz vince la gara, mentre seconda arriva un'altra Peugeot, quella dell'equipaggio Stéphane Sarrazin, Franck Montagny e Sébastien Bourdais; completa il podio l'Audi R15 di Tom Kristensen, Allan McNish e Rinaldo Capello.

Le restanti Peugeot concludono: al sesto posto con Klien-Minassian-Lamy attardata per uno scontro ai box con la 908 del team Pescarolo di Pegenaud-Boullion-Treluyer durante la prima sosta ai box, quest'ultima vettura si ritira durante la notte per incidente dovuto ad un fuoripista.

Le altre due Audi R15 concludono una 17ª assoluta a causa di problemi meccanici ed uscite di pista, mentre la R15 #3 guidata da Lucas Luhr esce di pista andando a sbattere addosso alle barriere ed è costretta al ritiro.
Buone le prestazioni delle Aston Martin, la migliore piazzata è la vettura #007, che ottiene un convincente 4º posto finale. Al 5º posto finale arriva l'Oreca 01 del team Oreca, la migliore piazzata tra le squadre private.
Nella classe minore dei prototipi, la LMP2, netta vittoria della Porsche RS Spyder del Team Essex, in classe GT1 vittoria della Chevrolet Corvette C6.R ufficiale, in classe GT2 netto dominio delle Ferrari F430 tutte giunte al traguardo: vince l'esemplare del team Risi Competizione; disfatta invece per la Porsche, con nemmeno una delle Porsche 997 GT3 RSR in grado di terminare la gara, nonostante la pole ed il secondo posto in qualifica, rispettivamente con le vetture dei team Felbermayr-Proton e Flying Lizard.

## Classifica finale
I vincitori di Classe sono marcati in grassetto e ombreggiati in giallo. Le vetture che hanno terminato la gara ma non hanno coperto il 70% della distanza del vincitore sono considerate non classificate (NC).
| Posizione        | Classe | N°  | Squadra                                        | Piloti                                                     | Vettura                              | Pneumatici | Giri |
| Posizione        | Classe | N°  | Squadra                                        | Piloti                                                     | Motore                               | Pneumatici | Giri |
| ---------------- | ------ | --- | ---------------------------------------------- | ---------------------------------------------------------- | ------------------------------------ | ---------- | ---- |
| 1                | LMP1   | 9   | Peugeot Sport Total                            | David Brabham Marc Gené Alexander Wurz                     | Peugeot 908 HDi FAP                  | M          | 382  |
| 1                | LMP1   | 9   | Peugeot Sport Total                            | David Brabham Marc Gené Alexander Wurz                     | Peugeot HDi 5.5 L Turbo V12 (Diesel) | M          | 382  |
| 2                | LMP1   | 8   | Team Peugeot Total                             | Franck Montagny Sébastien Bourdais Stéphane Sarrazin       | Peugeot 908 HDi FAP                  | M          | 381  |
| 2                | LMP1   | 8   | Team Peugeot Total                             | Franck Montagny Sébastien Bourdais Stéphane Sarrazin       | Peugeot HDi 5.5 L Turbo V12 (Diesel) | M          | 381  |
| 3                | LMP1   | 1   | Audi Sport Team Joest                          | Tom Kristensen Allan McNish Rinaldo Capello                | Audi R15 TDI                         | M          | 376  |
| 3                | LMP1   | 1   | Audi Sport Team Joest                          | Tom Kristensen Allan McNish Rinaldo Capello                | Audi TDI 5.5 L Turbo V10 (Diesel)    | M          | 376  |
| 4                | LMP1   | 007 | AMR Eastern Europe                             | Jan Charouz Tomáš Enge Stefan Mücke                        | Lola-Aston Martin B09/60             | M          | 373  |
| 4                | LMP1   | 007 | AMR Eastern Europe                             | Jan Charouz Tomáš Enge Stefan Mücke                        | Aston Martin 6.0 L V12               | M          | 373  |
| 5                | LMP1   | 11  | Team Oreca Matmut AIM                          | Olivier Panis Nicolas Lapierre Soheil Ayari                | Oreca 01                             | M          | 370  |
| 5                | LMP1   | 11  | Team Oreca Matmut AIM                          | Olivier Panis Nicolas Lapierre Soheil Ayari                | AIM YS5.5 5.5 L V10                  | M          | 370  |
| 6                | LMP1   | 7   | Team Peugeot Total                             | Nicolas Minassian Pedro Lamy Christian Klien               | Peugeot 908 HDi FAP                  | M          | 369  |
| 6                | LMP1   | 7   | Team Peugeot Total                             | Nicolas Minassian Pedro Lamy Christian Klien               | Peugeot HDi 5.5 L Turbo V12 (Diesel) | M          | 369  |
| 7                | LMP1   | 14  | Kolles                                         | Charles Zwolsman Narain Karthikeyan André Lotterer         | Audi R10 TDI                         | M          | 369  |
| 7                | LMP1   | 14  | Kolles                                         | Charles Zwolsman Narain Karthikeyan André Lotterer         | Audi TDI 5.5 L Turbo V12 (Diesel)    | M          | 369  |
| 8                | LMP1   | 16  | Pescarolo Sport                                | Christophe Tinseau Bruce Jouanny João Barbosa              | Pescarolo 01                         | M          | 368  |
| 8                | LMP1   | 16  | Pescarolo Sport                                | Christophe Tinseau Bruce Jouanny João Barbosa              | Judd GV5.5 S2 5.5 L V10              | M          | 368  |
| 9                | LMP1   | 15  | Kolles                                         | Christian Bakkerud Christijan Albers Giorgio Mondini       | Audi R10 TDI                         | M          | 360  |
| 9                | LMP1   | 15  | Kolles                                         | Christian Bakkerud Christijan Albers Giorgio Mondini       | Audi TDI 5.5 L Turbo V12 (Diesel)    | M          | 360  |
| 10               | LMP2   | 31  | Team Essex Poulsen Motorsport                  | Casper Elgaard Kristian Poulsen Emmanuel Collard           | Porsche RS Spyder Evo                | M          | 357  |
| 10               | LMP2   | 31  | Team Essex Poulsen Motorsport                  | Casper Elgaard Kristian Poulsen Emmanuel Collard           | Porsche MR6 3.4 L V8                 | M          | 357  |
| 11               | LMP1   | 12  | Signature Plus                                 | Pierre Ragues Franck Mailleux Didier André                 | Courage-Oreca LC70E                  | M          | 344  |
| 11               | LMP1   | 12  | Signature Plus                                 | Pierre Ragues Franck Mailleux Didier André                 | Judd GV5.5 S2 5.5 L V10              | M          | 344  |
| 12               | LMP2   | 33  | Speedy Racing Team Sebah Automotive            | Benjamin Leuenberger Xavier Pompidou Jonny Kane            | Lola B08/80                          | M          | 343  |
| 12               | LMP2   | 33  | Speedy Racing Team Sebah Automotive            | Benjamin Leuenberger Xavier Pompidou Jonny Kane            | Judd DB 3.4 L V8                     | M          | 343  |
| 13               | LMP1   | 008 | Aston Martin Racing                            | Anthony Davidson Darren Turner Jos Verstappen              | Lola-Aston Martin B09/60             | M          | 342  |
| 13               | LMP1   | 008 | Aston Martin Racing                            | Anthony Davidson Darren Turner Jos Verstappen              | Aston Martin 6.0 L V12               | M          | 342  |
| 14               | LMP1   | 13  | Speedy Racing Team Sebah Automotive            | Andrea Belicchi Nicolas Prost Neel Jani                    | Lola B08/60                          | M          | 342  |
| 14               | LMP1   | 13  | Speedy Racing Team Sebah Automotive            | Andrea Belicchi Nicolas Prost Neel Jani                    | Aston Martin 6.0 L V12               | M          | 342  |
| 15               | GT1    | 63  | Corvette Racing                                | Johnny O'Connell Jan Magnussen Antonio García              | Chevrolet Corvette C6.R              | M          | 342  |
| 15               | GT1    | 63  | Corvette Racing                                | Johnny O'Connell Jan Magnussen Antonio García              | Chevrolet LS7.R 7.0 L V8             | M          | 342  |
| 16               | GT1    | 73  | Luc Alphand Aventures                          | Xavier Maassen Yann Clairay Julien Jousse                  | Chevrolet Corvette C6.R              | D          | 336  |
| 16               | GT1    | 73  | Luc Alphand Aventures                          | Xavier Maassen Yann Clairay Julien Jousse                  | Chevrolet LS7.R 7.0 L V8             | D          | 336  |
| 17               | LMP1   | 3   | Audi Sport Team Joest                          | Timo Bernhard Romain Dumas Alexandre Prémat                | Audi R15 TDI                         | M          | 333  |
| 17               | LMP1   | 3   | Audi Sport Team Joest                          | Timo Bernhard Romain Dumas Alexandre Prémat                | Audi TDI 5.5 L Turbo V10 (Diesel)    | M          | 333  |
| 18               | GT2    | 82  | Risi Competizione                              | Jaime Melo Pierre Kaffer Mika Salo                         | Ferrari F430 GT2                     | M          | 329  |
| 18               | GT2    | 82  | Risi Competizione                              | Jaime Melo Pierre Kaffer Mika Salo                         | Ferrari 4.0 L V8                     | M          | 329  |
| 19               | GT2    | 97  | BMS Scuderia Italia                            | Fabio Babini Matteo Malucelli Paolo Ruberti                | Ferrari F430 GT2                     | P          | 327  |
| 19               | GT2    | 97  | BMS Scuderia Italia                            | Fabio Babini Matteo Malucelli Paolo Ruberti                | Ferrari 4.0 L V8                     | P          | 327  |
| 20               | LMP2   | 24  | OAK Racing Team Mazda France                   | Jacques Nicolet Richard Hein Jean-François Yvon            | Pescarolo 01                         | D          | 325  |
| 20               | LMP2   | 24  | OAK Racing Team Mazda France                   | Jacques Nicolet Richard Hein Jean-François Yvon            | Mazda MZR-R 2.0 L Turbo I4           | D          | 325  |
| 21               | LMP1   | 23  | Strakka Racing                                 | Nick Leventis Peter Hardman Danny Watts                    | Ginetta-Zytek GZ09S                  | M          | 325  |
| 21               | LMP1   | 23  | Strakka Racing                                 | Nick Leventis Peter Hardman Danny Watts                    | Zytek ZJ458 4.5 L V8                 | M          | 325  |
| 22               | GT2    | 83  | Risi Competizione Krohn Racing                 | Tracy Krohn Eric van de Poele Nic Jönsson                  | Ferrari F430 GT2                     | M          | 323  |
| 22               | GT2    | 83  | Risi Competizione Krohn Racing                 | Tracy Krohn Eric van de Poele Nic Jönsson                  | Ferrari 4.0 L V8                     | M          | 323  |
| 23               | GT2    | 92  | JMW Motorsport                                 | Rob Bell Andrew Kirkaldy Tim Sugden                        | Ferrari F430 GT2                     | D          | 320  |
| 23               | GT2    | 92  | JMW Motorsport                                 | Rob Bell Andrew Kirkaldy Tim Sugden                        | Ferrari 4.0 L V8                     | D          | 320  |
| 24               | LMP1   | 4   | Creation Autosportif                           | Jamie Campbell-Walter Vanina Ickx Romain Ianetta           | Creation CA07                        | M          | 319  |
| 24               | LMP1   | 4   | Creation Autosportif                           | Jamie Campbell-Walter Vanina Ickx Romain Ianetta           | Judd GV5.5 S2 5.5 L V10              | M          | 319  |
| 25               | GT2    | 85  | Snoras Spyker Squadron                         | Tom Coronel Jeroen Bleekemolen Jaroslav Janiš              | Spyker C8 Laviolette GT2-R           | M          | 319  |
| 25               | GT2    | 85  | Snoras Spyker Squadron                         | Tom Coronel Jeroen Bleekemolen Jaroslav Janiš              | Audi 3.8 L V8                        | M          | 319  |
| 26               | GT2    | 78  | AF Corse                                       | Gianmaria Bruni Luis Pérez Companc Matías Russo            | Ferrari F430 GT2                     | M          | 317  |
| 26               | GT2    | 78  | AF Corse                                       | Gianmaria Bruni Luis Pérez Companc Matías Russo            | Ferrari 4.0 L V8                     | M          | 317  |
| 27               | GT2    | 84  | Team Modena                                    | Leo Mansell Pierre Ehret Roman Rusinov                     | Ferrari F430 GT2                     | M          | 314  |
| 27               | GT2    | 84  | Team Modena                                    | Leo Mansell Pierre Ehret Roman Rusinov                     | Ferrari 4.0 L V8                     | M          | 314  |
| 28               | LMP2   | 32  | Barazi-Epsilon                                 | Juan Barazi Phil Bennett Stuart Moseley                    | Zytek 07S/2                          | D          | 306  |
| 28               | LMP2   | 32  | Barazi-Epsilon                                 | Juan Barazi Phil Bennett Stuart Moseley                    | Zytek 2ZG348 3.4 L V8                | D          | 306  |
| 29               | GT2    | 99  | JMB Racing                                     | Manuel Rodrigues Yvan Lebon Christophe Bouchut             | Ferrari F430 GT2                     | M          | 304  |
| 29               | GT2    | 99  | JMB Racing                                     | Manuel Rodrigues Yvan Lebon Christophe Bouchut             | Ferrari 4.0 L V8                     | M          | 304  |
| 30               | GT2    | 81  | Advanced Engineering Team Seattle              | Patrick Dempsey Don Kitch, Jr. Joe Foster                  | Ferrari F430 GT2                     | M          | 301  |
| 30               | GT2    | 81  | Advanced Engineering Team Seattle              | Patrick Dempsey Don Kitch, Jr. Joe Foster                  | Ferrari 4.0 L V8                     | M          | 301  |
| 31               | GT1    | 66  | Jetalliance Racing                             | Lukas Lichtner-Hoyer Thomas Gruber Alex Müller             | Aston Martin DBR9                    | M          | 294  |
| 31               | GT1    | 66  | Jetalliance Racing                             | Lukas Lichtner-Hoyer Thomas Gruber Alex Müller             | Aston Martin 6.0 L V12               | M          | 294  |
| 32               | GT2    | 96  | Virgo Motorsport                               | Sean McInerney Michael McInerney Michael Vergers           | Ferrari F430 GT2                     | D          | 280  |
| 32               | GT2    | 96  | Virgo Motorsport                               | Sean McInerney Michael McInerney Michael Vergers           | Ferrari 4.0 L V8                     | D          | 280  |
| Non classificate |        |     |                                                |                                                            |                                      |            |      |
| 33               | GT2    | 75  | Endurance Asia Team Perspective Racing         | Darryl O'Young Philippe Hesnault Plamen Kralev             | Porsche 997 GT3-RSR                  | D          | 186  |
| 33               | GT2    | 75  | Endurance Asia Team Perspective Racing         | Darryl O'Young Philippe Hesnault Plamen Kralev             | Porsche 3.8 L Flat-6                 | D          | 186  |
| Non concluso     |        |     |                                                |                                                            |                                      |            |      |
| 34               | LMP2   | 5   | Navi Team Goh                                  | Seiji Ara Keisuke Kunimoto Sascha Maassen                  | Porsche RS Spyder Evo                | M          | 339  |
| 34               | LMP2   | 5   | Navi Team Goh                                  | Seiji Ara Keisuke Kunimoto Sascha Maassen                  | Porsche MR6 3.4 L V8                 | M          | 339  |
| 35               | GT1    | 64  | Corvette Racing                                | Oliver Gavin Olivier Beretta Marcel Fässler                | Chevrolet Corvette C6.R              | M          | 311  |
| 35               | GT1    | 64  | Corvette Racing                                | Oliver Gavin Olivier Beretta Marcel Fässler                | Chevrolet LS7.R 7.0 L V8             | M          | 311  |
| 36               | LMP2   | 25  | RML                                            | Thomas Erdos Mike Newton Chris Dyson                       | Lola B08/86                          | M          | 273  |
| 36               | LMP2   | 25  | RML                                            | Thomas Erdos Mike Newton Chris Dyson                       | Mazda MZR-R 2.0 L Turbo I4           | M          | 273  |
| 37               | GT2    | 87  | Drayson Racing                                 | Paul Drayson Jonny Cocker Marino Franchitti                | Aston Martin V8 Vantage GT2          | M          | 272  |
| 37               | GT2    | 87  | Drayson Racing                                 | Paul Drayson Jonny Cocker Marino Franchitti                | Aston Martin 4.5 L V8                | M          | 272  |
| 38               | GT2    | 76  | IMSA Performance Matmut                        | Patrick Pilet Raymond Narac Patrick Long                   | Porsche 997 GT3-RSR                  | M          | 265  |
| 38               | GT2    | 76  | IMSA Performance Matmut                        | Patrick Pilet Raymond Narac Patrick Long                   | Porsche 4.0 L Flat-6                 | M          | 265  |
| 39               | LMP2   | 39  | KSM                                            | Hideki Noda Jean de Pourtales Matthew Marsh                | Lola B07/46                          | D          | 261  |
| 39               | LMP2   | 39  | KSM                                            | Hideki Noda Jean de Pourtales Matthew Marsh                | Mazda MZR-R 2.0 L Turbo I4           | D          | 261  |
| 40               | LMP1   | 009 | Aston Martin Racing                            | Stuart Hall Harold Primat Peter Kox                        | Lola-Aston Martin B09/60             | M          | 252  |
| 40               | LMP1   | 009 | Aston Martin Racing                            | Stuart Hall Harold Primat Peter Kox                        | Aston Martin 6.0 L V12               | M          | 252  |
| 41               | LMP1   | 10  | Team Oreca Matmut AIM                          | Stéphane Ortelli Bruno Senna Tiago Monteiro                | Oreca 01                             | M          | 219  |
| 41               | LMP1   | 10  | Team Oreca Matmut AIM                          | Stéphane Ortelli Bruno Senna Tiago Monteiro                | AIM YS5.5 5.5 L V10                  | M          | 219  |
| 42               | LMP1   | 17  | Pescarolo Sport                                | Simon Pagenaud Jean-Christophe Boullion Benoît Tréluyer    | Peugeot 908 HDi FAP                  | M          | 210  |
| 42               | LMP1   | 17  | Pescarolo Sport                                | Simon Pagenaud Jean-Christophe Boullion Benoît Tréluyer    | Peugeot HDi 5.5 L Turbo V12 (Diesel) | M          | 210  |
| 43               | LMP2   | 35  | OAK Racing Team Mazda France                   | Matthieu Laheye Guillaume Moreau Karim Ajlani              | Pescarolo 01                         | D          | 208  |
| 43               | LMP2   | 35  | OAK Racing Team Mazda France                   | Matthieu Laheye Guillaume Moreau Karim Ajlani              | Mazda MZR-R 2.0 L I4                 | D          | 208  |
| 44               | LMP2   | 30  | Racing Box                                     | Andrea Piccini Thomas Biagi Matteo Bobbi                   | Lola B08/80                          | M          | 203  |
| 44               | LMP2   | 30  | Racing Box                                     | Andrea Piccini Thomas Biagi Matteo Bobbi                   | Judd DB 3.4 L V8                     | M          | 203  |
| 45               | GT2    | 80  | Flying Lizard Motorsports                      | Jörg Bergmeister Darren Law Seth Neiman                    | Porsche 997 GT3-RSR                  | M          | 194  |
| 45               | GT2    | 80  | Flying Lizard Motorsports                      | Jörg Bergmeister Darren Law Seth Neiman                    | Porsche 4.0 L Flat-6                 | M          | 194  |
| 46               | GT2    | 89  | Hankook Team Farnbacher                        | Dominik Farnbacher Allan Simonsen Christian Montanari      | Ferrari F430 GT2                     | H          | 183  |
| 46               | GT2    | 89  | Hankook Team Farnbacher                        | Dominik Farnbacher Allan Simonsen Christian Montanari      | Ferrari 4.0 L V8                     | H          | 183  |
| 47               | LMP1   | 6   | Team LNT                                       | Lawrence Tomlinson Richard Dean Nigel Moore                | Ginetta-Zytek GZ09S                  | M          | 178  |
| 47               | LMP1   | 6   | Team LNT                                       | Lawrence Tomlinson Richard Dean Nigel Moore                | Zytek ZG408 4.0 L V8                 | M          | 178  |
| 48               | LMP1   | 2   | Audi Sport North America                       | Marco Werner Lucas Luhr Mike Rockenfeller                  | Audi R15 TDI                         | M          | 104  |
| 48               | LMP1   | 2   | Audi Sport North America                       | Marco Werner Lucas Luhr Mike Rockenfeller                  | Audi TDI 5.5 L Turbo V10 (Diesel)    | M          | 104  |
| 49               | LMP2   | 41  | GAC Racing Team                                | Karim Ojjeh Claude-Yves Gosselin Philipp Peter             | Zytek 07S/2                          | M          | 102  |
| 49               | LMP2   | 41  | GAC Racing Team                                | Karim Ojjeh Claude-Yves Gosselin Philipp Peter             | Zytek ZG348 3.4 L V8                 | M          | 102  |
| 50               | GT2    | 70  | IMSA Performance Matmut Team Felbermayr-Proton | Michel Lecourt Horst Felbermayr, Sr. Horst Felbermayr, Jr. | Porsche 997 GT3-RSR                  | M          | 102  |
| 50               | GT2    | 70  | IMSA Performance Matmut Team Felbermayr-Proton | Michel Lecourt Horst Felbermayr, Sr. Horst Felbermayr, Jr. | Porsche 4.0 L Flat-6                 | M          | 102  |
| 51               | GT1    | 72  | Luc Alphand Aventures                          | Luc Alphand Stéphan Grégoire Patrice Goueslard             | Chevrolet Corvette C6.R              | D          | 99   |
| 51               | GT1    | 72  | Luc Alphand Aventures                          | Luc Alphand Stéphan Grégoire Patrice Goueslard             | Chevrolet LS7.R 7.0 L V8             | D          | 99   |
| 52               | LMP2   | 26  | Bruichladdich-Bruneau Team                     | Pierre Bruneau Marc Rostan Tim Greaves                     | Radical SR9                          | D          | 91   |
| 52               | LMP2   | 26  | Bruichladdich-Bruneau Team                     | Pierre Bruneau Marc Rostan Tim Greaves                     | AER P07 2.0 L Turbo I4               | D          | 91   |
| 53               | LMP2   | 40  | Quifel ASM Team                                | Miguel Amaral Olivier Pla Guy Smith                        | Ginetta-Zytek GZ09S/2                | D          | 46   |
| 53               | LMP2   | 40  | Quifel ASM Team                                | Miguel Amaral Olivier Pla Guy Smith                        | Zytek ZG348 3.4 L V8                 | D          | 46   |
| 54               | GT2    | 77  | Team Felbermayr-Proton                         | Marc Lieb Wolf Henzler Richard Lietz                       | Porsche 997 GT3-RSR                  | M          | 24   |
| 54               | GT2    | 77  | Team Felbermayr-Proton                         | Marc Lieb Wolf Henzler Richard Lietz                       | Porsche 4.0 L Flat-6                 | M          | 24   |
| 55               | GT1    | 68  | JLOC                                           | Atsushi Yogo Yutaka Yamagishi Marco Apicella               | Lamborghini Murciélago R-GT          | Y          | 1    |
| 55               | GT1    | 68  | JLOC                                           | Atsushi Yogo Yutaka Yamagishi Marco Apicella               | Lamborghini 6.0 L V12                | Y          | 1    |

## Statistiche
- Pole position - Stéphane Sarrazin su Peugeot 908 n°8, in 3'22"888
- Giro più veloce in gara - Nicolas Minassian su Peugeot 908 n°7, in 3'24"352
- Distanza percorsa - 5.206,28 km
- Velocità media di gara - 216,664 km/h